# Sportwagen-Weltmeisterschaft 1979

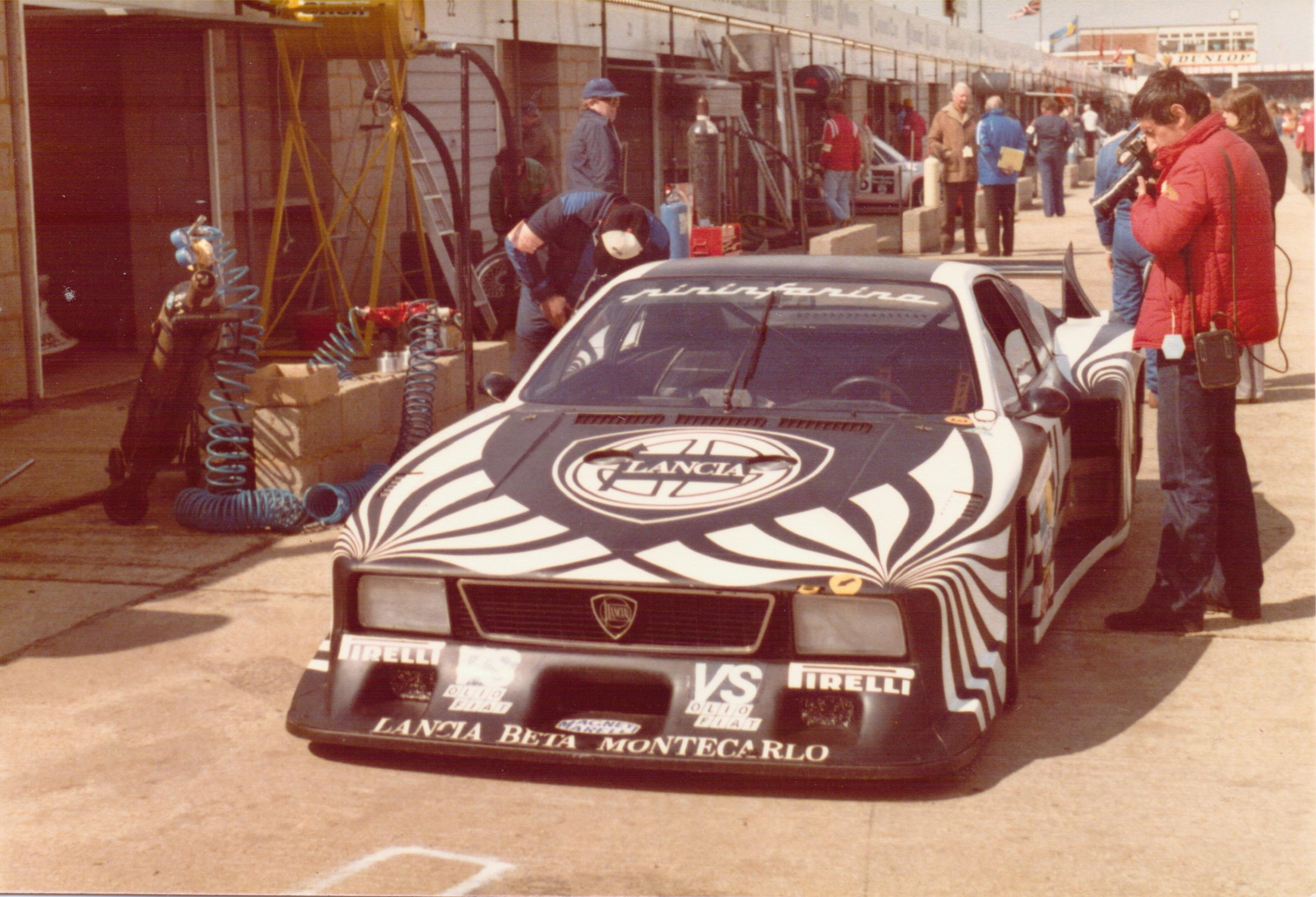
Der Werks-Lancia Beta Montecarlo Turbo beim 6-Stunden-Rennen von Silverstone

Die Sportwagen-Weltmeisterschaft 1979 war die 27. Saison dieser Meisterschaft. Sie begann am 3. Februar und endete am 18. November.

## Meisterschaft
Zum zweiten Mal nach 1978 wurde neben der Marken-Weltmeisterschaft für Hersteller die World-Challenge der Langstreckenfahrer ausgefahren. Zehn der 17 Rennen zählten zu dieser Wertung, die der US-Amerikaner Don Whittington vor seinen Landsleuten Dick Barbour und Tony Garzia gewann. Bester Nichtamerikaner dieser Wertung war der Deutsche Rolf Stommelen als Fünfter. Mit fünf Saisonsiegen waren die beiden Whittington-Brüder Don und Bill die erfolgreichsten Fahrer des Jahres. Neben ihren Erfolgen beim 6-Stunden-Rennen von Riverside, dem 6-Stunden-Rennen von Daytona, dem 6-Stunden-Rennen von Watkins Glen und beim 6-Stunden-Rennen von El Salvador gewannen sie auch das prestigeträchtige 24-Stunden-Rennen von Le Mans. Dritter Fahrer im Kremer-Porsche 935 war Klaus Ludwig.
Die Marken-Weltmeisterschaft endete mit einem überlegenen Gesamtsieg von Porsche. Es war der siebte Weltmeistertitel für den deutschen Sportwagenhersteller.

## Rennkalender
| Nr. | Datum           | Rennname / Rennstrecke                                                 | Team                               | Gesamtsieger                                    | Fahrzeug            | Meisterschaft     |
| --- | --------------- | ---------------------------------------------------------------------- | ---------------------------------- | ----------------------------------------------- | ------------------- | ----------------- |
| 1   | 3. – 4. Februar | 24-Stunden-Rennen von Daytona (Daytona International Speedway)         | Interscope Racing                  | Ted Field Danny Ongais Hurley Haywood           | Porsche 935/79      | Marken und Fahrer |
| 2   | 17. März        | 12-Stunden-Rennen von Sebring (Sebring International Raceway)          | Dick Barbour Racing                | Bob Akin Rob McFarlin Roy Woods                 | Porsche 935         | Fahrer            |
| 3   | 18. März        | 6-Stunden-Rennen von Mugello (Autodromo Internazionale del Mugello)    | Gelo Racing Team                   | John Fitzpatrick Manfred Schurti Bob Wollek     | Porsche 935/77A     | Marken            |
| 4   | 1. April        | 6-Stunden-Rennen von Talladega (Talladega Superspeedway)               | Brant Doell                        | Tom Waugh Rick Knoop                            | AMC Concord         | Fahrer            |
| 5   | 22. April       | 6-Stunden-Rennen von Dijon (Circuit de Dijon-Prenois)                  | LM Joest Racing                    | Reinhold Joest Volkert Merl Mario Ketterer      | Porsche 908/3 Turbo | Marken            |
| 6   | 22. April       | 6-Stunden-Rennen von Riverside (Riverside International Raceway)       | Whittington Brothers Racing        | Don Whittington Bill Whittington                | Porsche 935/79      | Fahrer            |
| 7   | 6. Mai          | 6-Stunden-Rennen von Silverstone (Silverstone Circuit)                 | Gelo Sportswear Team               | John Fitzpatrick Hans Heyer Bob Wollek          | Porsche 935/77A     | Marken            |
| 8   | 3. Juni         | 1000-km-Rennen auf dem Nürburgring (Nürburgring)                       | Gelo Racing                        | John Fitzpatrick Manfred Schurti Bob Wollek     | Porsche 935/77A     | Marken und Fahrer |
| 9   | 9. – 10. Juni   | 24-Stunden-Rennen von Le Mans (Circuit des 24 Heures)                  | Porsche Kremer Racing              | Don Whittington Bill Whittington Klaus Ludwig   | Porsche 935K3       | Fahrer            |
| 10  | 24. Juni        | 6-Stunden-Rennen von Pergusa (Autodromo di Pergusa)                    | Scuderia Torino Corse              | Lella Lombardi Enrico Grimaldi                  | Osella PA7          | Marken            |
| 11  | 1. Juli         | 6-Stunden-Rennen von Daytona (Daytona International Speedway)          | Amos Johnson                       | Don Whittington Bill Whittington Dennis Shaw    | AMC Spirit          | Fahrer            |
| 12  | 7. Juli         | 6-Stunden-Rennen von Watkins Glen (Watkins Glen International)         | Whittington Brothers Kremer Racing | Don Whittington Bill Whittington Klaus Ludwig   | Porsche 935/77A     | Marken            |
| 13  | 21. – 22. Juli  | 24-Stunden-Rennen von Spa-Francorchamps (Circuit de Spa-Francorchamps) | Gordon Spice Racing                | Jean-Michel Martin Philippe Martin              | Ford Capri III 3.0S | Fahrer            |
| 14  | 5. August       | 6-Stunden-Rennen von Brands Hatch (Brands Hatch)                       | Joest Racing                       | Reinhold Joest Volkert Merl                     | Porsche 908/3 Turbo | Marken            |
| 15  | 2. September    | 500-Meilen-Rennen von Road America (Road America)                      | McLaren North America              | David Hobbs Derek Bell                          | BMW 320i Turbo      | Fahrer            |
| 16  | 16. September   | 6-Stunden-Rennen von Vallelunga (Autodromo Vallelunga)                 | Enzo Osella                        | Lella Lombardi Giorgio Francia                  | Osella PA7          | Marken            |
| 17  | 18. November    | 6-Stunden-Rennen von El Salvador (Autódromo Internacional El Jabali)   | Scorpio Racing                     | Don Whittington Bill Whittington Enrique Molins | Porsche 935         | Fahrer            |

## Meisterschaft der Konstrukteure

### Marken-Weltmeisterschaft-Gesamtwertung über 2 Liter Hubraum
| Position | Konstrukteur | 1  | 2  | 3  | 4  | 5  | 6  | 7  | 8    | 9    | Gesamt |
| -------- | ------------ | -- | -- | -- | -- | -- | -- | -- | ---- | ---- | ------ |
| 1        | Porsche      | 20 | 20 | 20 | 20 | 20 | 20 | 20 | (20) | (20) | 140    |
| 2        | Ferrari      | 15 |    |    |    |    | 15 |    |      |      | 30     |
| 3        | De Tomaso    |    | 6  |    |    |    |    |    |      |      | 6      |
| 4        | Triumph      |    |    |    |    |    |    | 4  |      |      | 4      |
| 5        | BMW          |    |    |    |    |    |    | 1  |      |      | 1      |

### Marken-Weltmeisterschaft-Gesamtwertung unter 2 Liter Hubraum
| Position | Konstrukteur | 1 | 2 | 3 | 4 | 5  | 6  | 7  | 8  | 9  | Gesamt |
| -------- | ------------ | - | - | - | - | -- | -- | -- | -- | -- | ------ |
| 1        | Lancia       |   |   |   |   | 10 | 20 |    | 20 |    | 50     |
| 2        | BMW          |   |   |   |   | 20 |    |    | 12 |    | 32     |
| 3=       | Ford         |   |   |   |   | 15 | 15 |    |    |    | 30     |
| 3=       | Porsche      |   |   |   |   |    |    | 15 |    | 15 | 30     |
| 5        | Fiat         |   |   |   |   |    |    |    |    | 20 | 20     |
| 6        | Volkswagen   |   |   |   |   | 6  |    |    |    |    | 6      |
| 7        | Audi         |   |   |   |   | 2  |    |    |    |    | 2      |

## World-Challenge der Langstreckenfahrer
Die Tabelle beinhaltet die zehn Rennen der Fahrer-Meisterschaft, wie im Rennkalender vermerkt.

### Gesamtwertung
| Position | Fahrer           | Konstrukteur        | 1  | 2  | 3  | 4  | 5  | 6  | 7  | 8 | 9  | 10 | Gesamt |
| -------- | ---------------- | ------------------- | -- | -- | -- | -- | -- | -- | -- | - | -- | -- | ------ |
| 1        | Don Whittington  | Porsche, AMC        | 21 |    |    | 20 |    | 24 | 22 |   |    | 20 | 147    |
| 2        | Dick Barbour     | Porsche, AMC        |    | 19 | 8  | 15 |    | 23 | 18 |   |    |    | 98     |
| 3        | Tony Garcia      | Porsche             | 18 | 16 |    | 14 |    |    | 15 |   | 15 | 16 | 94     |
| 4        | Roger Mandeville | Mazda               | 21 | 11 | 18 | 9  |    |    | 20 |   | 12 |    | 92     |
| 5        | Rolf Stommelen   | Porsche             |    | 19 |    | 15 | 16 | 23 |    |   |    |    | 88     |
| 6        | Bill Whittington | Porsche, Mazda, AMC | 21 |    |    | 20 |    | 24 |    |   |    | 20 | 85     |
| 7        | Klaus Ludwig     | Porsche             |    |    | 20 | 16 | 19 | 24 |    |   |    |    | 85     |
| 8        | Charles Mendez   | Porsche, Datsun     | 10 | 21 | 10 |    |    |    | 8  |   | 19 |    | 68     |
| 9        | Bob Akin         | Porsche, Ford       |    | 22 | 10 | 17 |    |    |    |   | 16 |    | 63     |
| 10       | Diego Febles     | Porsche, Mazda      | 12 |    | 18 |    |    |    | 20 |   | 12 |    | 62     |